# 津川善夫
津川 善夫（つがわ よしお、1947年 - ）は、日本の実業家。株式会社小田原機器代表取締役副社長。

## 来歴
東京理科大学卒。22歳の時に沖ユニバック入社、29歳の時に小田原鉄工所入社、42歳の時に代表取締役社長となり、現職。